# George Estman
George Anders Estman (8 de setembro de 1922 — 16 de setembro de 2006) foi um ciclista de estrada e pista sul-africano. Foi ativo durante as décadas de 40 e 50 do século XX.
Representou a África do Sul durante os Jogos Olímpicos de Londres 1948 e Helsinque 1952, conquistando a medalha de prata em 1952 na prova de perseguição por equipes. Os outros ciclistas da equipe foram Thomas Shardelow, Alfred Swift e Robert Fowler.
Em Londres 1948, tinha também participado na prova individual e por equipes do ciclismo de estrada, sendo incapaz de terminar em ambas as corridas.